# 窑地街道
窑地街道，是中华人民共和国黑龙江省双鸭山市尖山区下辖的一个乡镇级行政单位。

## 行政区划
窑地街道下辖以下地区：
窑地社区。